# Florenz Ludwig von Bockum genannt Dolffs

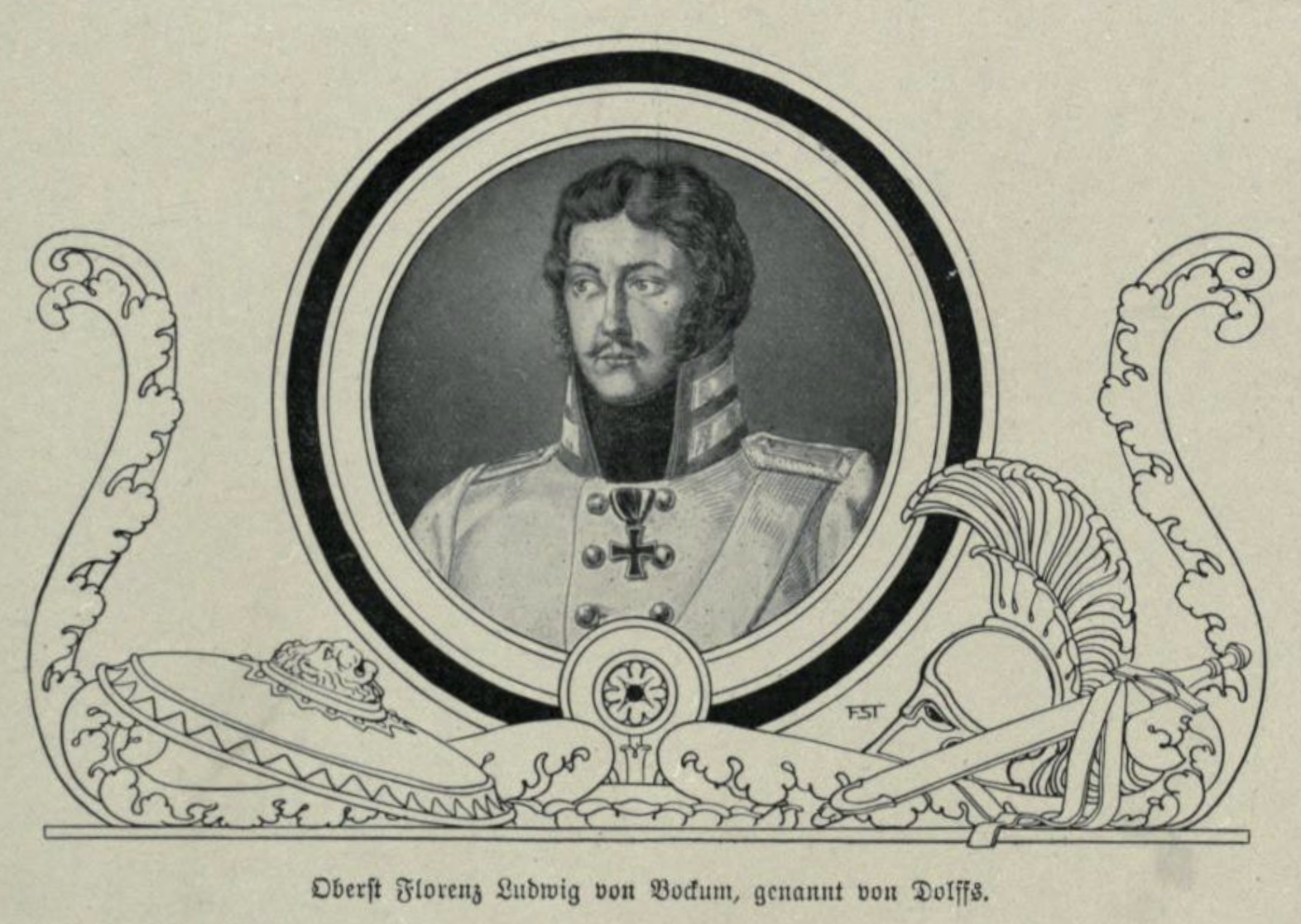
Franz Stassen: Florenz Ludwig von Bockum, genannt von Dolffs.png

Florenz Ludwig von Bockum genannt Dolffs (* 1769 in Bad Sassendorf; † 26. Mai 1813 bei Haynau) war ein preußischer Oberst, Kommandeur des Regiments der Gardes du Corps und Mitglied der Immediatuntersuchungskommission.

## Leben

### Herkunft
Seine Eltern waren der preußische Kammerherr Franz Gottfried von Bockum genannt Dolffs (1729–1786) und dessen Ehefrau Sophie Dorothea Maria, geborene von Menge (1745–1820). Sein Vater war auch „Salzberbter“ und besaß somit die Rechte an der Salzgewinnung im Ort. Seine Mutter war die Tochter des dänischen Leutnants Johann Wilhelm von Menge auf Schweckhausen und der Johanna Marie Henriette von Gronde. Der Generalmajor Diedrich Goswin von Bockum-Dolffs war sein Onkel.

### Militärlaufbahn
Bockum erhielt seine Ausbildung zu Hause und kam am 10. Dezember 1786 als Kornett in das Husarenregiment „von der Schulenburg“ der Preußischen Armee. Als Sekondeleutnant wurde er am 28. Mai 1790 in das Kürassierregiment seines Onkels Diedrich Goswin von Bockum-Dolffs versetzt. Dort wurde er am 8. März 1793 Premierleutnant und kam am 20. Juli 1798 als Stabsrittmeister in das Regiment der Gardes du Corps. Bockum avancierte am 15. Januar 1799 zum Rittmeister und Kommandeur der 2. Eskadron. Am 20. März 1803 stieg er zum Major auf. Während des Vierten Koalitionskrieges war er zum Schutz einer Batterie abkommandiert. Nach der verlorenen Schlacht führte er diese nach Erfurt, wo er am 15. Oktober 1806 ankam. Als ihn Gerüchte erreichten, dass die Festung Erfurt kapitulieren werde, ließ er aufsatteln und ritt mit seiner Eskadron zur Armee „Hohenlohe“. Als diese bei Prenzlau kapitulieren sollte, setzte Bockum sich erneut ab und schlug sich bis nach Stettin durch. An der Weichsel konnte er sich wieder seinem Regiment anschließen, das sich bis dorthin gerettet hatte. Nach dem Krieg wurde er Mitglied der Immediatuntersuchungskommission, die das Verhalten der Armee während des Krieges untersuchte.
Am 1. März 1810 wurde Bockum zum Kommandeur des Regiments der Garde du Corps ernannt und in dieser Eigenschaft am 18. Juni 1811 zum Oberstleutnant befördert. Zusätzlich beauftragte man ihn am 12. November 1811 als Brigadier mit der Führung der Märkischen Kavallerie. Am 4. März 1812 wurde er zum Oberst befördert und kämpfte während der Befreiungskriege bei Großgörschen sowie bei Bautzen. Am 26. Mai 1813 kommandierte Bockum bei Hayau die gesamte Reservekavallerie und fiel beim Angriff auf Michelsdorf. Nach dem Gefecht wurde seine Leiche gesucht, aber nicht gefunden. In der Kirche von Sassendorf wurde ihm ein Denkmal gesetzt.
Dolffs galt als ausgezeichneter, aber pedantischer Kavallerieführer. Für Bautzen hatte er das Eiserne Kreuz II. Klasse erhalten. Nach seiner Grabinschrift war er auch Inhaber des Roten Adlerordens und des Ordens des Heiligen Wladimir.